# 李鯨 (順治進士)
李鯨，直隸順天府宛平縣人，清朝政治人物。

## 生平
順治二年（1645年）舉乙酉科順天鄉試，順治三年（1646年），聯登丙戌科進士，官至湖南善化縣知縣。